# Johann Ludwig Bach

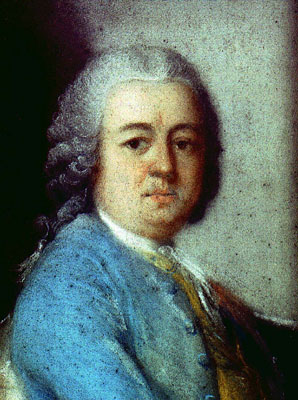
Johann Ludwig Bach

Johann Ludwig Bach (* 4. Februarjul. / 14. Februar 1677greg. in Thal bei Eisenach; beerdigt 1. Mai 1731 in Meiningen), genannt der „Meininger Bach“, war ein deutscher Komponist aus der Familie Bach.
Sein Vater war der Organist und Kantor Jacob Bach (1655–1718). Johann Ludwig hatte zwei Söhne, Samuel Anton und Gottlieb Friedrich. Diese waren als Organisten und Pastell-Maler in Meiningen tätig. Ihre Nachkommen leben heute noch. Mit Johann Sebastian Bach (1685–1750) war er entfernt verwandt und wurde von diesem als Künstler sehr geschätzt.

## Leben
Johann Ludwig Bach besuchte von 1688 bis 1693 das Gymnasium in Gotha, ab 1699 war er als „Hoboist und Laquay“ am Meininger Hof tätig. Dort erhielt er wahrscheinlich weiteren Kompositionsunterricht vom Kapellmeister Georg Caspar Schürmann. Ab 1703 diente er als Kantor und Pagenlehrer. Im Oktober 1706 bewarb sich Bach vergeblich um die Kantorenstelle an der Georgenkirche in Eisenach, die vorher Andreas Christian Dedekind innehatte. Ab 1711 stand er der Meininger Hofkapelle als Kapellmeister vor, nachdem er bereits ab 1709 „Capell Inspector“ war; als solchem oblagen ihm die Verwaltung der Instrumente sowie die Komposition von weltlichen Werken.

## Werke
Von seinen Werken ist nur wenig erhalten. Dass zwei Messen und noch 24 Kantaten überliefert sind, ist Johann Sebastian Bach zu verdanken, der 1726 in Leipzig 18 Kantaten seines Meininger Vetters aufgeführt hat und sieben weitere Texte des Meininger Kantatenjahrgangs von 1719 neu komponierte. Die Kantate Denn du wirst meine Seele nicht in der Hölle lassen, die als BWV 15 aufgeführt ist, galt früher als Werk Johann Sebastian Bachs, wird aber heute allgemein Johann Ludwig Bach zugeschrieben.
Ein systematisches Werkverzeichnis liegt nicht vor. Die Werke werden entsprechend der Reihenfolge ihrer Entdeckung durchnummeriert.

### Instrumental
Von den Instrumentalmusikstücken, die Johann Ludwig Bach als Kapellmeister in großer Zahl komponiert haben musste, ist nur noch die Suite G-Dur für zwei Oboen, Streichorchester und Generalbaß von 1715 und ein Concerto für zwei Violinen und Streicher in D-Dur überliefert.

### Kirchenmusik
- Missa brevis e-Moll „sopra cantilena ‚Allein Gott in der Höh‘“ (16. September 1716) für Sopran, Alt, Tenor, Bass, Streicher und Basso continuo (BWV Anh. III 166). Die Messe fand sich im Nachlass von Johann Sebastian Bach, von ihm stammt auch der Anfang des Gloria
- Missa G-Dur (BWV Anh. III 167) für zwei Chöre und Basso continuo. Dem Chor I gehören noch Streicher und Fagott, dem Chor II vier Oboen, Fagott und Violone an (Autorschaft unsicher)
- Magnificat für acht Stimmen

Die elf überlieferten Motetten sind in der Regel für zwei Chöre zu vier Stimmen (SATB) und Basso continuo. Sie befanden sich in zwei Sammelbänden in der Herzogin-Anna-Amalia-Bibliothek:
- Das Blut Jesu Christi
- Das ist meine Freude
- Die richtig für sich gewandelt haben
- Gedenke meiner, mein Gott
- Gott sei mir gnädig (für neun Stimmen und B. c.)
- Ich habe dich ein klein Augenblick
- Ich will auf den Herrn schauen
- Sei nun wieder zufrieden
- Unser Trübsal
- Uns ist ein Kind geboren
- Wir wissen, so unser irdisch Haus

Von den heute bekannten 22 Kirchenkantaten Johann Ludwig Bachs hat Johann Sebastian Bach 18 zwischen Februar und September 1726 in Leipzig aufgeführt. Die Textvorlagen orientieren sich am Schema
Text aus dem Alten Testament – Rezitativ – (Strophen-)Arie – Text aus dem Neuen Testament – Arie – Rezitativ – Chor – Choral
Die Besetzung ist in der Regel ein vierstimmiger Chor und Streicher, gelegentlich auch mit zwei Oboen, eine Kantate sieht zwei Hörner vor.
- Die mit Tränen säen, für vier Solostimmen, Chor und Orchester
- Denn du wirst meine Seele nicht in der Hölle lassen
- Der Herr wird ein Neues im Lande erschaffen, Concerto für vier Stimmen und Orchester
- Die Weisheit kömmt nicht in eine boshafte Seele, Concerto für vier Stimmen und Orchester
- Ich will meinen Geist in euch geben, Concerto für vier Stimmen und Orchester

Ferner ist eine Trauermusik zum Begräbnis des Herzogs Ernst Ludwig im Jahr 1724 erhalten. Deren Text hatte der Herzog selbst verfasst; sie gilt als ambitionierteste unter den erhaltenen Kompositionen J. L. Bachs. Sie weist eine ungewöhnlich reiche Besetzung auf: zwei vierstimmige Chöre, drei Flöten, zwei Oboen, Fagott, zwei Trompeten, Pauken, Streicher und Basso continuo.

## Diskografie
- Trauermusik, Motetten, Kantaten. Missa sopra „Allein Gott in der Höh’ sei Ehr“. Capriccio C 5080 (Naxos), 3CD.
Auch als Einzelveröffentlichungen:
  - Trauermusik. Rheinische Kantorei, Das kleine Konzert, Hermann Max. Capriccio 10560, 1998.
  - Motetten. Rheinische Kantorei, Das kleine Konzert, Hermann Max. Capriccio 10814, 1998.
  - Missa sopra „Allein Gott in der Höh’ sei Ehr“, Kantaten. Rheinische Kantorei, Das kleine Konzert, Hermann Max. Capriccio 67131, 2002.
- Mache Dich auf, werde Licht – Kantaten. Jugendkantorei Dormagen, Das kleine Konzert, Hermann Max. Carus 83186, 2006 (1981).
- Motetten für Doppelchor. Ex Tempore Gent, Orpheon Consort Wien, Florian Heyerick. Carus 83187, 2007.
- Trauermusik. RIAS Kammerchor, Akademie für Alte Musik Berlin, Hans-Christoph Rademann. Harmonia Mundi 902080, 2011.